# Призрачни приятели
„Призрачни приятели“ (на английски: Spooky Buddies) е американски филм от 2011 г., продуциран от Робърт Винс и Анна Макробъртс.

## Сюжет
Внимание:  Текстът по-долу разкрива сюжета на произведението (или части от него)!
На Хелоуин неустоимите кученца на Дисни се завръщат за нови приключения. Този път историята ги отвежда в другия край на града в мистериозно имение, където се случват призрачни неща. С помощта на някои неочаквани нови приятели, включително и миловиден призрак, нашите герои ще преживеят незабравими моменти. В надпревара с Хелоуин хрътката, кученцата и новите им приятели – Пип, Зелда, Родни и Скип – трябва да спрат магьосникът Уоруик и да спасят света от лошите му намерения.

## Актьорски състав
- Харланд Уилямс – Уоруик Дейвис
- Ранс Хауърд – Г-н Джоузеф Джонстън
- Пат Фин – Г-н Керъл
- Дженифър Елис Кокс – Г-ца Керъл
- Майкъл Тайгън – Шериф Дан
- Елиса Донован – Джанис
- Сиера Маккормик – Алис
- Скайлър Джисондо – Били
- Сейдж Райън – Пийт
- Джейк Джонсън – Сам
- Тъкър Албризи – Бартълби

## „Призрачни приятели“ в България
Филмът се излъчва за пръв път на 1 ноември 2015 г. по Нова телевизия с български дублаж за телевизията. Екипът се състои от:
| Пост                | Име                                                                          |
| ------------------- | ---------------------------------------------------------------------------- |
| Преводач            | Йорданка Василева                                                            |
| Режисьор на дублажа | Димитър Кръстев                                                              |
| Тонрежисьор         | Цветомир Цветков                                                             |
| Озвучаващи артисти  | Ася Братанова Таня Димитрова Йорданка Илова Силви Стоицов Светозар Кокаланов |